# 코르작
코르작(폴란드어: Korczak)은 영국에서 제작된 안제이 바이다 감독의 1990년 흑백 드라마 영화이다. 보이체흐 스조니악 등이 주연으로 출연하였다.

## 출연

### 주연
- 보이체흐 스조니악
- 에바 달코브스카
- 테레사 부지즈-크쥐자노브스카

### 조연
- 마르제나 트리바라
- 피오토르 코즈로브스키
- 얀 페셰크